# オットー・ハーン (原子力船)
オットー・ハーン (Otto Hahn) は、西ドイツ（当時）が建造した原子力ばら積み貨物船（鉱石・穀物運搬船）。ヨーロッパで初めて原子力推進を採用した民間船だったが、後に原子炉を撤去しディーゼルエンジンに換装された。船名は、核分裂反応を発見した化学者・物理学者のオットー・ハーンにちなむ。

## 建造
西ドイツは1955年に造船海運原子力開発会社（Gesellschaft für Kernenergieverwertung in Schiffbau und Schiffahrt、GKSS）をゲーシュタハトに設置し、1960年から原子力商船の研究開発を始めた。唯一建造されたのが本船で、1963年にキールのホヴァルツヴェルケ＝ドイツ造船で起工した。1964年6月13日の進水式には、オットー・ハーンも参列した。1968年10月に竣工し、12月に就役した。

## 設計
船種をばら積み貨物船としたのは、入港時の手続きを容易にするためだとされている。
原子炉はバブコック・インターアトム社製の加圧水型原子炉1基で、熱出力は38メガワット、燃料棒の数は16本であった。蒸気発生器と主冷却ポンプを1基の圧力容器に収納し、プラントをコンパクトにすることに成功した。一次冷却水系の圧力は6.4 MPa、温度は551 Kで、サヴァンナ（12.0 MPa/537 K）やむつ（12.0 MPa/537 K）と比べて圧力を低く抑えられていた。就役までに定係港が決まらない可能性に備えて、原子炉の燃料交換設備も搭載していた。原子炉制御室とは別に、操舵室にも原子炉スクラムスイッチがあり、緊急時には操舵室からも原子炉を停止させることができた。
竣工時の乗組員には、1名の機関士を含む6名の女性が含まれていた。このことを就役直前の視察で知った日本原子力船開発事業団は、当時計画中の原子力船「むつ」にも女性乗組員を採用した。

## 運用

### 原子力商船として
竣工してGKSSに引き渡されたオットー・ハーンは、ハンブルクを定係港に、2年にわたる実験航海で原子炉動力の性能と可能性に関するデータ収集を行った。1970年からは商業航海を始め、鉱石や穀物の輸送、若干の旅客輸送に従事した。最初の燃料交換が行われた1972年までの4年間に、25kgのウランで25万海里を航行した。
これらの航海で、オットー・ハーンは西ドイツのみならず、アフリカや南北アメリカ、イランなどへの国際航路にも就役した。1975年の沖縄国際海洋博覧会では、「むつ」と並べて展示する計画があり、国際原子力機関と中継地のシンガポール政府を交えた出入港時の安全対策が協議された。しかし、「むつ」の完成が博覧会に間に合わないことから展示計画が白紙になったため、オットー・ハーンがアジアへ寄港することは無かった。
1972年、オットー・ハーンは最初の炉心交換を迎え、燃料被覆をステンレス鋼からジルカロイに改良し、出力密度と燃焼度を改善した炉心に交換された。

### コンテナ船へ

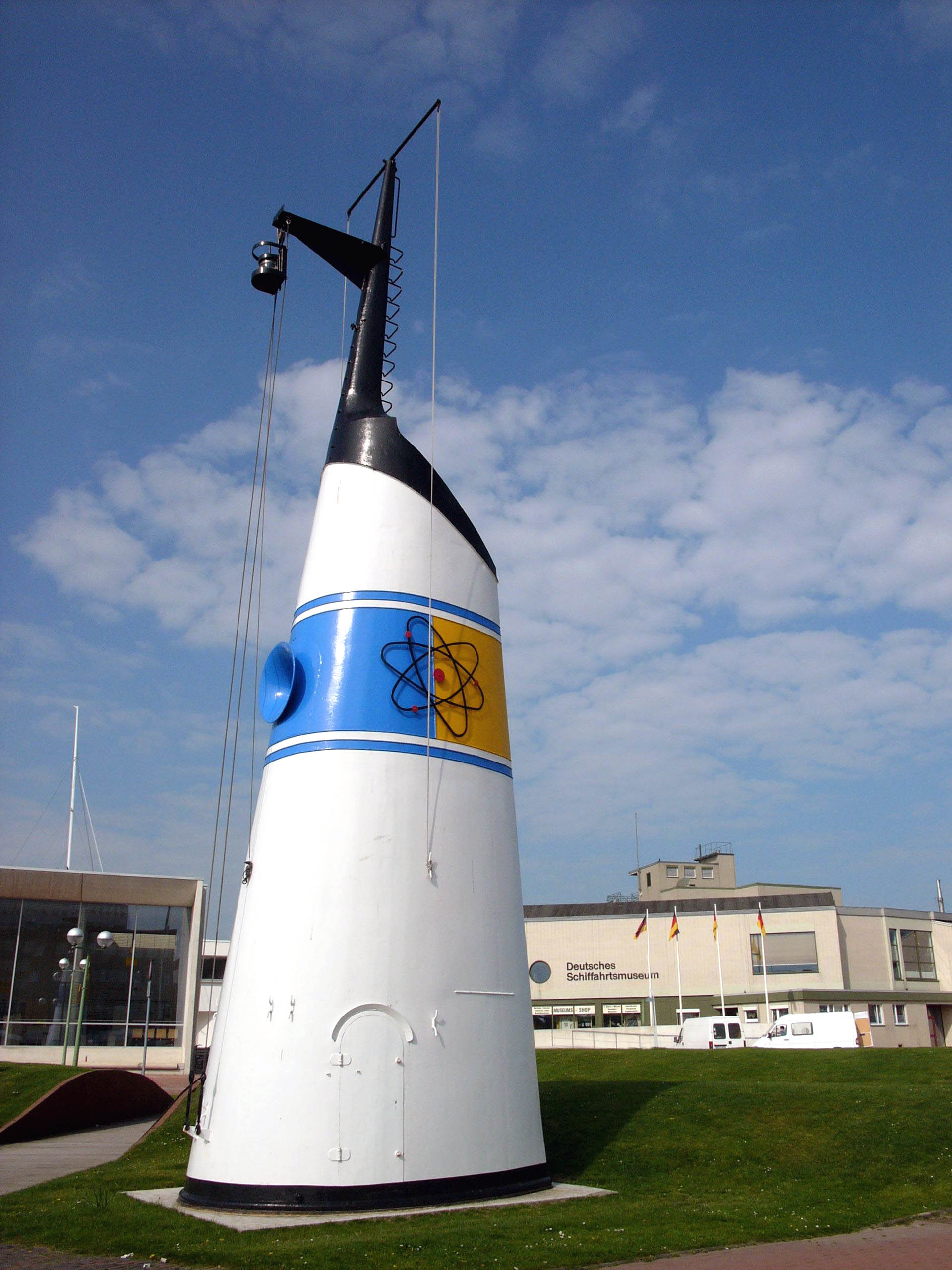
ブレーマーハーフェンのドイツ船舶博物館で保存されるオットー・ハーンの煙突。

交換した炉心が燃え尽きる前に2回目の炉心交換が計画されたが、予算不足から断念された。1979年2月、オットー・ハーンは原子力船としての稼働を終了してハンブルクに係留された。係留中には、ハンブルク市の厳重な監視の元、約800tの放射性物質を25名の技術者で3年かけて除去した。
オットー・ハーンは1983年になって、リックマース・レデライに200万ドイツマルク（当時の為替レートで約2億1,000万円）で売却された。売却されたオットー・ハーンは、ブレーマーハーフェンのリックマース・ヴェルフト造船所で原子炉を撤去し、主機を日本の赤阪鐵工所製(三菱重工業ライセンシー)7UEC60HA型ディーゼルエンジン1基（11,340馬力）に換装した。さらに、積載数1,181TEUのコンテナ船に改装され、1983年にプロジェックス社の「トロフィー（Trophy）」として完成した。同年11月にはノラシア・ラインがチャーターして「ノラシア・スーザン（Norasia Susan）」となり、その後さらに「ノラシア・ヘルガ（Norasia Helga）」、「ファ・カン・ヘ（Hua Kang He）」、「アナイス（Anais）」、「タル（Tal）」、「マドレ（Madre）」と改名や船主の変更を繰り返した後、2009年にインドで解体された。
撤去された原子炉圧力容器は放射性廃棄物を格納してゲーシュタハトのGKSSの研究所に保管されているほか、ブレーマーハーフェンのドイツ船舶博物館に煙突が展示されている。